# Azione collettiva

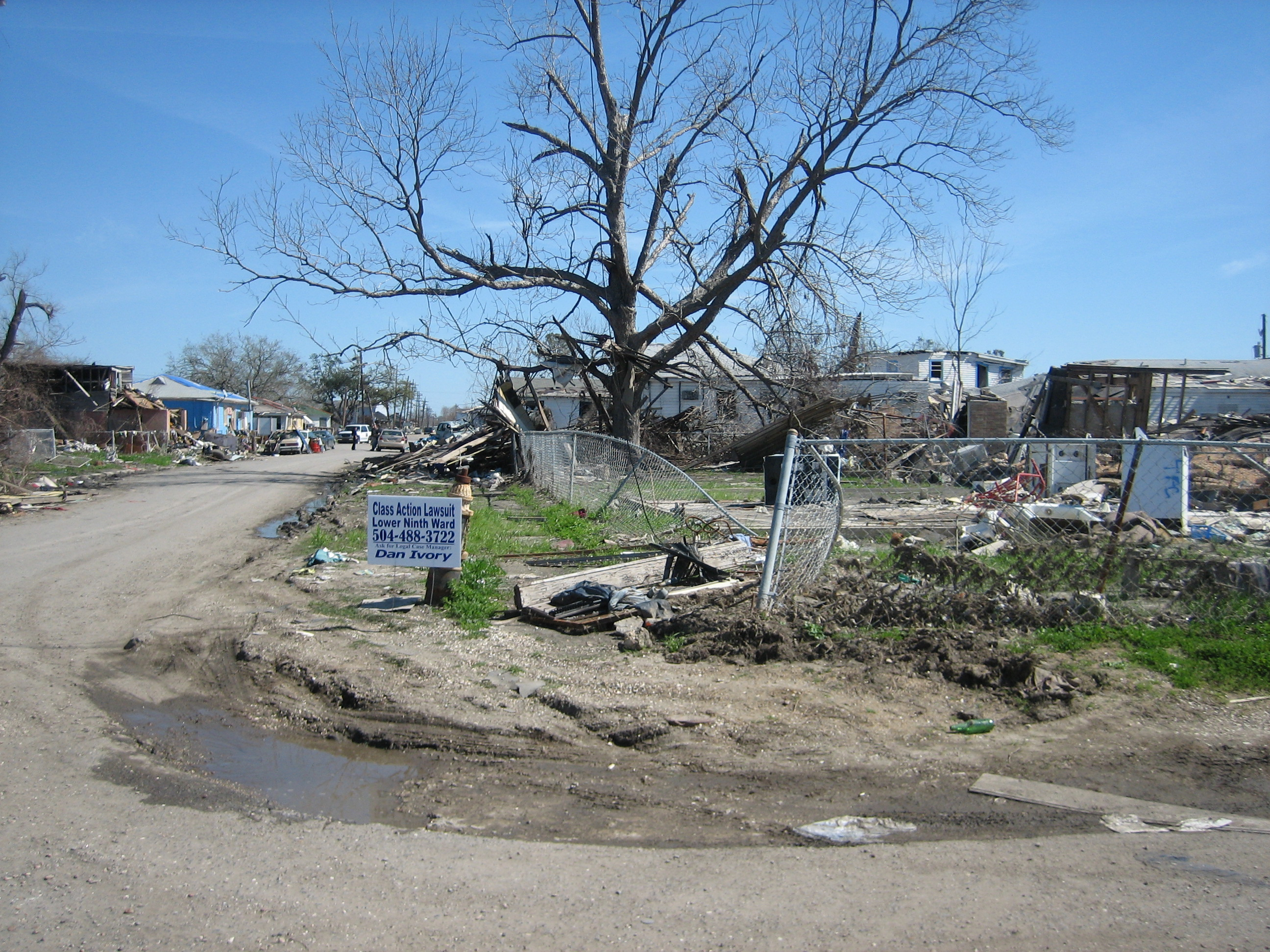
Zona residenziale di New Orleans devastata dopo l'uragano Katrina. Il cartello visibile indica i dati per aderire a una class action.

Un'azione collettiva (in inglese class action), è un'azione legale condotta da uno o più soggetti che, membri di una determinata categoria, chiedono che la soluzione di una questione comune di fatto o di diritto avvenga con effetti ultra partes per tutti i componenti presenti e futuri della categoria.

## Caratteristiche
Gli altri soggetti della medesima possono chiedere di non avvantaggiarsi dell'azione altrui (esperendone una propria) esercitando il diritto di opt-out, oppure possono rimanere inerti, avvantaggiandosi dell'eventuale azione legale e dell'attività processuale che ne scaturisca ad opera altrui, che avviene sulla base del modello rappresentativo. Con l'azione collettiva si possono anche esercitare pretese risarcitorie, ad esempio nei casi di illecito plurioffensivo, ma lo strumento oltre alle funzioni di deterrenza realizza anche vantaggi di economia processuale e di riduzione della spesa pubblica. L'azione collettiva è uno strumento spesso utilizzato dai cittadini per tutelarsi ed ottenere risarcimenti nei confronti delle multinazionali, in quanto la relativa sentenza favorevole avrà poi effetto o potrà essere fatta valere da tutti i soggetti che si trovino nell'identica situazione dell'attore.
La particolarità del modello statunitense di tutela dei consumatori si incentra soprattutto su due aspetti: la possibilità di ricorrere ad un'azione collettiva a fini risarcitori e quella di ottenere i cosiddetti danni punitivi. È un meccanismo processuale che consente di estendere i rimedi concessi a chi abbia agito in giudizio ed abbia ottenuto riconoscimento delle proprie pretese a tutti gli appartenenti alla medesima categoria di soggetti che non si siano attivati. È quindi ammesso al risarcimento anche chi agisce in giudizio dopo le sentenze concludono l'azione collettiva, ed è ammesso sia al risarcimento del danno che alla quantificazione dei danni punitivi. L'azione collettiva nasce dall'esigenza di consentire, per ragioni di giustizia, di economia processuale e di certezza del diritto, a chi si trovi in una determinata situazione di beneficiare dei rimedi che altri, avendo agito in giudizio ed essendo risultati vittoriosi, possono esercitare nei confronti del convenuto. Nel modello anglosassone, singoli cittadini studi legali possono promuovere azioni collettive, e la legittimazione ad agire non è limitata a singolo soggetti istituzionali qualificati dalla legge, come le associazioni dei consumatori.
L'azione collettiva deve conciliarsi col diritto di difesa del singolo cittadino. Nel diritto statunitense il ricorrente deve essere informato del suo diritto di non aderire all'azione collettiva in tutte le fasi del procedimento, dall'avvio alla sentenza. Qualora il risarcimento risultasse penalizzante, il ricorrente conserva il diritto di rifiutare e intraprendere un'azione individuale.
Diversamente, l'azione collettiva potrebbe essere strumentalizzata da ricorrenti che, promuovendo l'azione per primi in accordo alla controparte, accettano risarcimenti o transazioni di minimo importo, vincolanti anche per gli altri ricorrenti.

## Nel mondo

### Italia

#### Le proposte di legge iniziali
Il primo tentativo del Parlamento italiano di tutelare collettivamente i consumatori avvenne durante la XIV Legislatura (maggio 2001 - aprile 2006) con il progetto di legge di iniziativa parlamentare C. 3838 a firma del deputato Bonito (Democratici di Sinistra-L'Ulivo) e altri. Il progetto di legge non si prefiggeva di istituire la figura giuridica delle azioni collettive, ma si limitava a modificare un articolo della legge n. 281 del 30 luglio 1998 per prevedere «il risarcimento dei danni e la restituzione di somme dovute direttamente ai singoli consumatori e utenti interessati, in conseguenza di atti illeciti plurioffensivi [...] che ledono i diritti di una pluralità di consumatori e di utenti». Nonostante l'impalpabilità dell'intervento legislativo e la sua approvazione pressoché unanime da parte della Camera dei deputati il 21 luglio 2004 (votanti 445, favorevoli 437, contrari 8, astenuti 1) l'iter parlamentare si arenò al Senato, dove non fu nemmeno avviato l'esame da parte delle commissioni competenti di Giustizia e Industria-Commercio-Turismo. Il progetto prevedeva, all'articolo 2, la legittimazione attiva oltre alle associazioni di consumatori del Cncu, anche alle associazioni di investitori.
È possibile confrontare le proposte di introduzione delle azioni collettive attraverso un articolo aggiuntivo al codice del consumo, suddividendole tra quella governativa e i progetti di legge che proponevano una legge a sé stante.
Di seguito, con "Governo" si intendono i DDL 1495 e i PDL 1298, 1662 e 1883, mentre con "Concorrenti" si intendono i PDL 1330, 1443, 1834 e 1882.
Contesto normativo:
- Governo: viene aggiunto un articolo (140-bis) all'interno del codice del consumo.
- Concorrenti: prevedono un complesso di norme autonome che disciplinano l'azione collettiva.

Legittimazione ad agire:
- Governo: riservata alle associazioni di consumatori iscritte alla CNCU, alle associazioni professionali ed alle camere di commercio.
- Concorrenti: chiunque ha un interesse può fare istanza per l'avvio di un'azione collettiva, comprese le associazioni di consumatori. La legittimazione potrebbe essere riformulata come una limitazione delle materie che possano essere oggetto di azione collettiva, non delle persone fisiche e giuridiche aventi titolo per farlo. Nell'ordinamento statunitense la class action è ammessa anche per qualsiasi richiesta di risarcimento danni, in particolare anche per le cause del lavoro.

Risarcimento:
- Governo: dopo una eventuale vittoria dell'azione collettiva, i singoli aventi diritto debbono intraprendere un'azione legale individuale (stragiudiziale, prima, e giudiziale in caso di esito negativo della prima).
- Concorrenti: è previsto un meccanismo di rimborso automatico di tutti gli aventi diritto che ne fanno richiesta grazie all'introduzione di un curatore amministrativo dell'azione collettiva.

Transazioni:
- Governo: sono incentivate le transazioni (sia per l'azione collettiva che per il risarcimento individuale). Per la classe, il potere di transigere è delegato totalmente al soggetto che avvia l'azione collettiva.
- Concorrenti: L'eventuale transazione è soggetta all'approvazione dei soggetti che si sono iscritti all'azione collettiva.

Azioni collettive concorrenti
- Governo: non viene disciplinata l'ipotesi della presentazione di una pluralità di istanze di avvio di azioni collettive per i medesimi fatti.
- Concorrenti: si disciplinano le eventuali azioni collettive concorrenti privilegiando in particolare la qualità delle argomentazioni presentate e la totale assenza di conflitti d'interessi fra il promotore e classe.

Danno punitivo:
- Governo: non previsto.
- Concorrenti: su richiesta del promotore dell'azione il giudice può condannare il convenuto al pagamento di un danno maggiore rispetto al danno emergente e lucro cessante nella misura dell'eventuale maggior vantaggio economico realizzato grazie all'illecito plurioffensivo.

Pubblicità ingannevole:
- Governo: non previsto.
- Concorrenti: la diffusione di messaggi pubblicitari ingannevoli, accertata dall'autorità competente, rende nullo il contratto nei confronti di tutti i soggetti appartenenti alla classe che lo abbiano sottoscritto nel periodo di diffusione del messaggio pubblicitario ingannevole.

Nella XV legislatura, presso la II Commissione Giustizia della Camera dei deputati, vennero all'esame vari progetti e disegni di legge atti ad introdurre nell'ordinamento giuridico italiano l'azione collettiva risarcitoria a tutela di consumatori e utenti. Analizzando i testi in esame è possibile suddividere le proposte parlamentari in due tipologie distinte: disegni di legge (DDL) del Governo e simili e proposte di legge (PDL) concorrenti.
DDL del Governo e simili:
- DDL C. 1495[1] a firma Ministri Pier Luigi Bersani, Clemente Mastella e Tommaso Padoa-Schioppa
- PDL C. 1289[2] a firma Alessandro Maran (L'Ulivo) e altri
- PDL C. 1662[3] a firma Enrico Buemi (Rosa nel Pugno) e altri
- PDL C. 1883[4] a firma Silvio Crapolicchio (Pdci) e altri

Oltre al disegno di legge C. 1495 a firma dei ministri Bersani, Mastella e Padoa Schioppa presentato il 27 luglio 2006 dal Governo Prodi si sono aggiunti altri progetti di legge ad iniziativa parlamentare a firma Maran (1289), Buemi (1662) e Crapolicchio (1883). Queste proposte per l'introduzione delle azioni collettive nell'ordinamento italiano prevedono l'inserimento di un nuovo articolo, il 140 bis, all'interno del codice del consumo. Tutti questi disegni di Legge, pur dichiarando di ispirarsi al testo approvato alla Camera nella precedente legislatura, da un lato ampliano l'ambito di applicazione agli illeciti extracontrattuali non prettamente consumeristici (e non precedentemente previsti), dall'altro omettono di prevedere la legittimazione attiva a favore delle associazioni di investitori.
PDL concorrenti:
- PDL C. 1330[5] a firma Fabris (Popolari-UDEUR) e altri
- PDL C. 1443[6] a firma Poretti - Capezzone (Rosa nel Pugno)
- PDL C. 1834[7] a firma Pedica (Italia dei valori)
- PDL C. 1882[8] a firma Grillini (L'Ulivo) e altri

I PDL Fabris (1330), Poretti-Capezzone (1443), Pedica (1834) e Grillini (1882) da un lato considerano insufficiente limitare la legiferazione per le azioni collettive all'interno di un unico articolo proponendo una legge ad hoc, dall'altro lato attingono maggiori elementi dalla legislazione statunitense che la proposta governativa omette. Queste proposte sono considerate più coerenti sia da numerose associazioni per la difesa dei diritti di investitori e di consumatori come ADUC, SOS UTENTI, sia da numerose organizzazioni extraparlamentari (come i meetup di Beppe Grillo). Numerose petizioni popolari chiedono al Governo di promulgare una legge che rispetti il diritto di ogni cittadino di adire vie legali tramite azione collettiva e di non riservare questo diritto ai soli enti riconosciuti dal Governo, come invece prevede il DDL governativo.
Tutte le proposte furono all'esame della II Commissione Giustizia della Camera dei deputati che ha svolto l'iter preliminare della presentazione dei PDL a cura del relatore Alessandro Maran (L'Ulivo) e una serie di audizioni informali di varie associazioni rappresentanti consumatori (ADOC, ADUC, Adiconsum, ADUSBEF, ecc.) e soggetti del mondo economico (Confindustria, Federfarma, ANIA, ecc.). I deputati dell'opposizione non hanno né presentato un proprio progetto di legge, né risultano co-firmatari dei PDL esistenti.
Il loro iter non si concluse, ma il contenuto di quelle proposte riemerse nel corso della discussione al Senato della Repubblica della legge finanziaria per il 2008: il 15 novembre 2007, fu approvato l'emendamento 53.0.200 (testo 3), a firma dei senatori del Movimento Unione Democratica per i Consumatori, Manzione e Bordon, che introduceva per la prima volta l'azione collettiva nell'ordinamento giuridico italiano.
La disciplina dell'azione collettiva risarcitoria a tutela degli interessi dei consumatori, col voto conforme dell'Assemblea della Camera, divenne quindi legge; essa avrebbe dovuto acquistare efficacia a partire dal 1º luglio 2009.

#### La disciplina attuale
Tale tipo di azione legale è stato introdotto dalla legge 24 dicembre 2007 n. 244 (legge finanziaria 2008) L'art. 49 della legge 23 luglio 2009 n. 99 - modificando il codice del consumo - (d.l.vo 6 settembre 2005, n. 206), ha esteso la possibilità di esperire l'azione anche ai consumatori individuali, non più quindi solo dalle associazioni dei consumatori.
In particolare, con l'art. 140-bis del codice del consumo è stata così disciplinata l'azione di classe per l'accertamento della responsabilità e per la condanna al risarcimento del danno e alle restituzioni. Essa può essere proposta con atto di citazione al tribunale competente dal singolo cittadino, da un comitato o da un'associazione di consumatori.
Se più soggetti si aggregano e presentano gli stessi illeciti e gli stessi fatti, le procedure vengono riunite. Il nuovo emendamento toglie alle associazioni dei consumatori l'esclusività nel promuovere l'azione, prevista invece nella vecchia versione della legge. Il giudice ha facoltà di fissare l'importo minimo dei risarcimenti, valido non solo per chi ha presentato il ricorso con la class action, ma per quanti agiscono in giudizio successivamente alle sentenze dell'azione collettiva, ottenendo dal giudice l'assimilazione della causa individuale all'azione collettiva.

Per consumatore si intende la persona fisica che agisce per scopi estranei all'attività imprenditoriale, commerciale, artigianale o professionale eventualmente svolta. Sono dunque esclusi dalla normativa i diritti delle persone giuridiche e dei professionisti.
La legge esclude il danno punitivo, limitando il risarcimento al solo riconoscimento dei danni subiti, senza prevedere una penalità, anche devoluta allo Stato, per la violazione delle norme e i casi di recidiva. Tuttavia, il risarcimento del danno ammesso è inteso in senso lato, non limitato al solo danno materiale, ma anche morale, esistenziale o di immagine, e quindi afferente a un importo che può essere sensibilmente maggiore e penalizzante rispetto a quanto introitato attraverso pratiche illecite.

Resta la non-appellabilità delle sentenze di primo grado favorevoli alle imprese, che escludono la responsabilità civile delle imprese e respingono le richieste di risarcimento. La norma, di dubbia costituzionalità, consente alle società di accordarsi, promuovere e perdere un'azione collettiva preventiva, in modo da precludere ai consumatori la libertà di azione in giudizio.

Dopo tre gradi di giudizio e sentenza di Cassazione favorevole ai consumatori che hanno promosso la class action, la legge obbliga i singoli consumatori ad avviare una seconda causa civile individuale con relativi nuovi tre gradi di giudizio, per ottenere quanto loro spetta, tramite l'esecuzione forzata di quelle relative alla causa collettiva. Se il consumatore perde la causa, può essere obbligato a pagare la pubblicizzazione della sentenza e citato in giudizio per il risarcimento dei danni di immagine alla controparte.
Il d.lgs. 20 dicembre 2009 n. 198 ha anche introdotto nell'ordinamento italiano l'azione collettiva per l'efficienza delle amministrazioni e dei concessionari di pubblici servizi. Quest'ultimo tipo di azione può essere esercitato contro una PA o un concessionario di pubblico servizio se derivi una lesione diretta, concreta ed attuale dei propri interessi, dalla violazione di termini o dalla mancata emanazione di atti amministrativi generali obbligatori e non aventi contenuto normativo da emanarsi obbligatoriamente entro un termine fissato da una legge o da un regolamento, dalla violazione degli obblighi contenuti nelle carte di servizi ovvero dalla violazione di standard qualitativi ed economici.
Nella legislazione italiana, una volta che è stata promossa l'azione collettiva, analogo procedimento non può essere promosso da altri soggetti in nessuna sede giurisdizionale. Dopo un esito negativo, non è possibile l'avvio di un'analoga causa collettiva, fatto salvo il diritto di appello dei ricorrenti, singolarmente o proseguendo l'azione collettiva.

#### Le proposte di modifica
Il nuovo testo della proposta di legge n. 1335, approvata dalla Camera dei deputati, modifica la disciplina dell'azione di
classe a tutela degli interessi dei consumatori e degli utenti: essa sposta la disciplina dell'azione di classe dal codice del consumo al codice di procedura civile e potenzia lo strumento (allargandone il
campo d'applicazione tanto dal punto di vista soggettivo, quanto dal punto di vista oggettivo). 
A tal fine, la proposta conferma il sistema opt-in (in base al quale la sentenza produce effetti esclusivamente nei confronti di coloro che hanno posto in essere una condotta processuale attiva di adesione al processo), ma vi aggiunge
la possibilità dell'opt-out e quella di aderire all'azione anche a seguito della sentenza che accoglie l'azione di classe e che indica i presupposti oggettivi per l'inserimento nella classe.

### Stati Uniti d'America
L'introduzione della class action può essere fatta risalire alle equity rules federali del 1912, ma un'affermazione più "organica" si ebbe con la federal rule n. 23 del 1938. Essa delinea i quattro requisiti che la class action deve avere che sono:
- numero rilevante delle persone che può riguardare;
- comunanza delle situazioni giuridiche e di fatto da tutelare;
- la tipicità della situazione giuridica e l'adeguatezza della rappresentazione.

A questi vanno aggiunti ulteriori elementi quali la predominanza delle questioni generali su quelle personali e l'economicità dell'azione a fronte di altre azioni legali proponibili. A questo impianto di base sono stati apportate diverse modifiche negli anni, la più importante è la federal rule 23 del 1966.

### Unione Europea
La direttiva dell'Unione Europea n. 98/27/CE del Parlamento europeo e del Consiglio europeo datata 19 maggio 1998 relativa a provvedimenti inibitori a tutela degli interessi del consumatori nell'Unione europea stabilisce che enti legittimati, quali ad esempio associazioni dei consumatori o autorità pubbliche indipendenti, sono autorizzate ad agire in giudizio per conto di un gruppo di persone danneggiate dalla condotta del convenuto. Esistono poi differenze tra gli Stati europei nel dotarsi di una legislazione particolare.

## Nel cinema e nella televisione
Nel film Erin Brockovich - Forte come la verità, tratto da una storia vera, si affronta il concetto di class action negli Stati Uniti.
Nella serie televisiva Better Call Saul, redatta da Vince Gilligan, si parla di una class action contro una casa di riposo.
Nella serie televisiva statunitense Le regole del delitto perfetto, nel corso di un memorabile doppio episodio, Olivia Pope e Annalise Keating uniscono le forze per portare all’attenzione della Corte Suprema degli USA una class action riguardo alle condizioni dei detenuti nelle carceri degli Stati Uniti, la loro scarsa assistenza legale e il pregiudizio, spesso di natura razziale, che i giudici hanno avuto nei confronti degli imputati in molteplici processi terminati con verdetti di condanna anche senza disporre delle prove necessarie a cancellare il ragionevole dubbio.

## Riferimenti normativi
- Artt. 140-ter e succ. del decreto legislativo 6 settembre 2005, n. 206 - Codice del consumo, a norma dell'articolo 7 della legge 29 luglio 2003, n. 229.
- Decreto legislativo 10 marzo 2023, n. 28 - Attuazione della direttiva (UE) 2020/1828 del Parlamento europeo e del Consiglio, del 25 novembre 2020, relativa alle azioni rappresentative a tutela degli interessi collettivi dei consumatori e che abroga la direttiva 2009/22/CE.